# Bentor
Bentor fue un caudillo aborigen guanche de la isla de Tenerife −Canarias, España−, hijo y sucesor del mencey Bencomo de Taoro, así como protagonista de los acontecimientos en torno a la conquista europea de la isla en el siglo xv.

## Antroponimia
También aparece escrito Ventor, Bentore o Bentorey. El historiador Juan Bethencourt Alfonso lo llama Benytomo en su Historia del Pueblo Guanche. Sin embargo, esta era la grafía original del nombre Bencomo, tal y como aparece en documentos contemporáneos a los hechos.
Para el filólogo Ignacio Reyes el nombre puede traducirse por 'despeñado'.

## Biografía

### Familia y descendencia
Bentor fue, como queda dicho, hijo de Bencomo. Del resto de su familia se conoce por los documentos de la época la existencia de, por lo menos, dos de sus hijos: un varón que fue hecho esclavo y una mujer que intentó liberarlo, aunque no se conservan sus nombres. Algunos investigadores sugieren que Ana Gutiérrez, abuela de Antón de Mena Benchorhe y Ana Bentor de Mena, pudo ser hija del último mencey de Taoro.

### Conquista castellana
Bentor participó junto a su padre Bencomo en los enfrentamientos que tuvieron lugar durante la conquista de la isla. 
En la segunda batalla de importancia, la conocida como batalla de la Laguna, muere el mencey Bencomo, siendo elegido Bentor por los guanches de Taoro como su sucesor hacia noviembre de 1495, encargándose también de liderar a los bandos de guerra.
Poco después de la batalla, el capitán de la conquista Alonso Fernández de Lugo envió a Fernando Guanarteme, antiguo rey aborigen de Gáldar, a negociar con Bentor, pero este se negó a entregar el territorio, como se desprende de documentos oficiales próximos a los hechos:

...cuando fue el día del desbarato de los guanches, cuando mataron a el rey grande que se llamaba el rey Venitomo de Taoro, el adelantado e capitán (...) mandó ir el dicho guadnarteme a el rey Ventor, hijo del rey Venitomo, a le requerir que se diese e tomase cristiano, e que le faría toda la cortesía que quisiese (...) E que el dicho guadnarteme (...) volvió con respuesta a el real diciendo que el dicho rey Ventor no se quería dar...

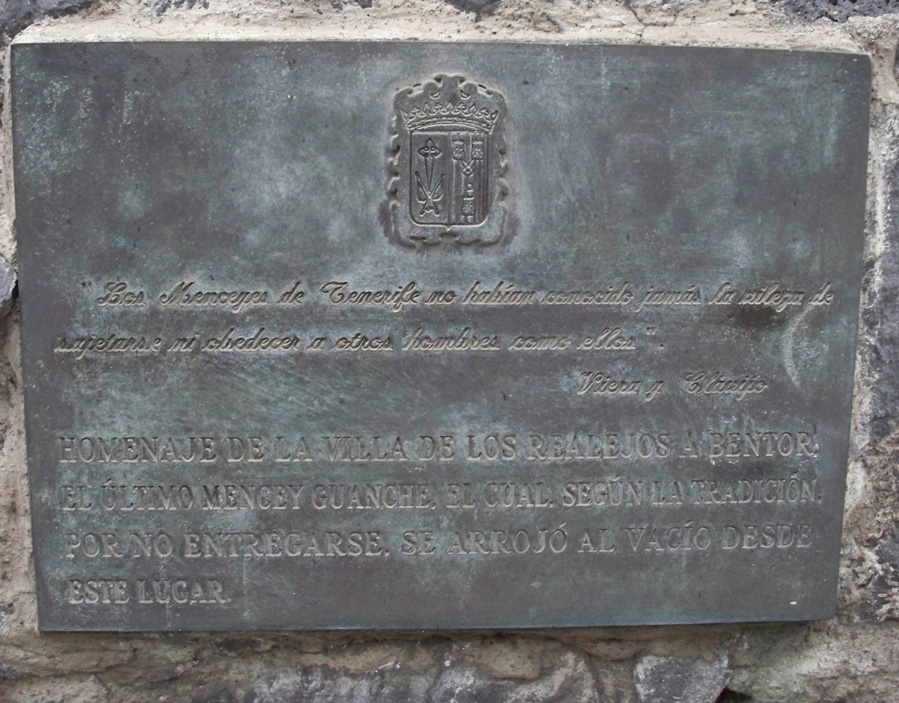
Placa en honor al mencey Bentor.

En diciembre de ese año, Bentor dirige a los guerreros en la que se convertiría en la segunda gran derrota de los guanches, la conocida por los conquistadores como Victoria de Acentejo. Bentor y sus guanches, diezmados, se refugian en los altos de la ladera de Tigaiga tras el desastre, donde el mencey decide poner fin a su vida despeñándose a finales de ese año o principios de 1496.
Las consecuencias inmediatas de su muerte fueron el desmoronamiento de la resistencia guanche y la consiguiente rendición de los menceyes de los bandos de guerra supervivientes en el acto de sumisión conocido como Paz de Los Realejos.